# 市野迷庵
市野 迷庵（いちの めいあん、明和2年2月10日（1765年3月30日） - 文政9年8月14日（1826年9月15日））は、江戸時代後期の儒学者。名は光彦、字は俊卿のちに子邦。通称は三右衛門。別号に篔窓・不忍池漁・酔堂。太宰春台の門人であった市野東谷の孫にあたる。

## 略伝
6代前の祖先・重光が伊勢国白子から江戸に出て神田佐久間町に質屋を開き、屋号は三河屋といった。黒沢雉岡に学び、市河寛斎・林述斎・北静盧らと交遊した。晩年は松崎慊堂・狩谷棭斎らの影響で朱子学から考証学に転じ、『正平版論語』などの校勘で知られた。門人に渋江抽斎などがおり、迷庵の死後に彼の蔵書の多くは抽斎の手に帰した。文政9年（1826年）に死去。行年62。

## 逸話

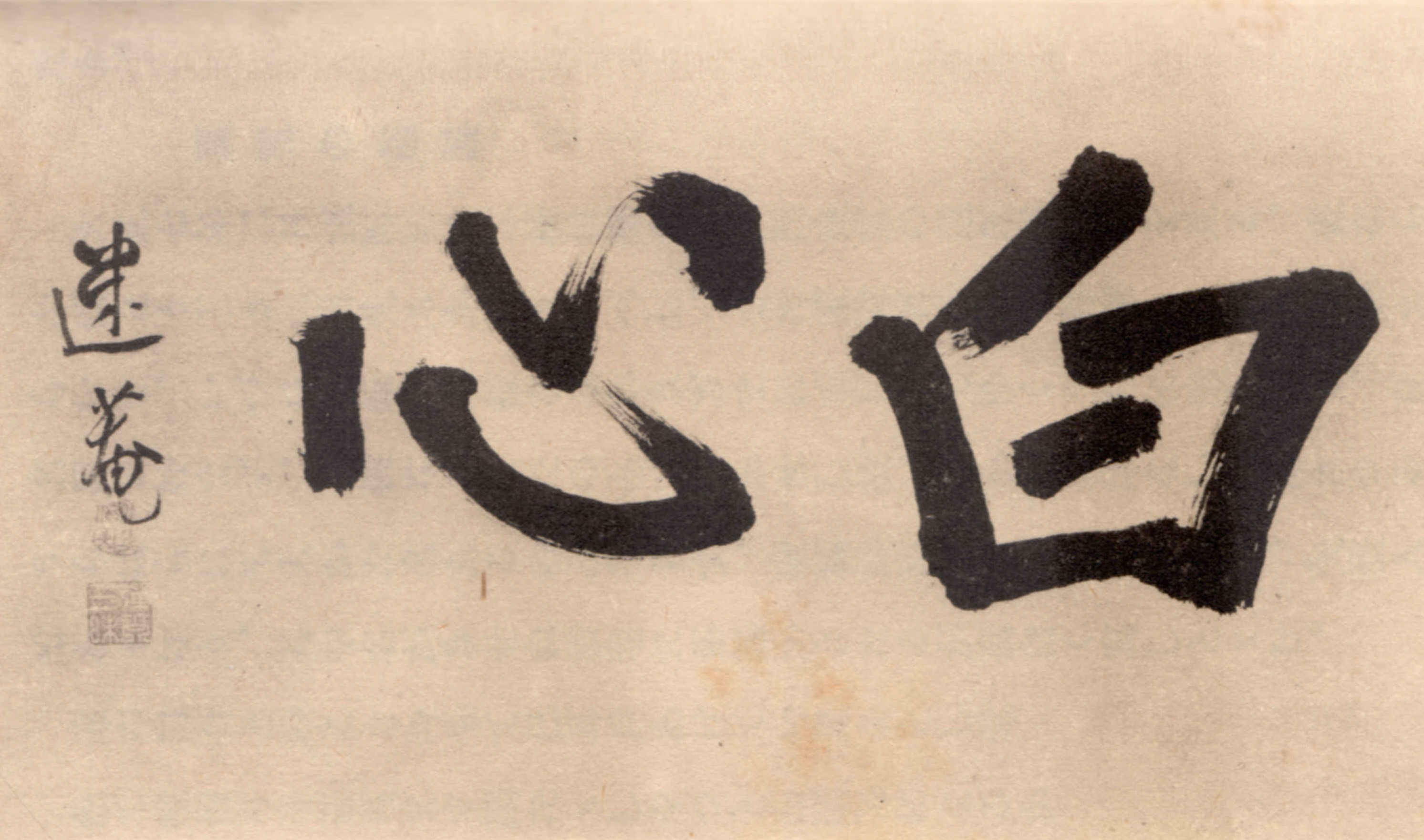
市野迷庵の書　「白心」

- 星野恒『湖亭史話』による。迷庵が林述斎に謁見する時、丁稚一人を連れて唐桟の外套に股引をはき尻をからげた姿で邸内に入った。仲介役の松崎慊堂が迎えて「袴でもはいてくればよろしいものを」というと迷庵は「吾は町人なればこれにて相当なり」と答えて少しも頓着する様子がなかった。

- 同じく『湖亭史話』。迷庵の号に林下人というのがあり、慊堂もまた林下人と号すことがあった。ある時迷庵は慊堂にむかって「書生は林下人とはなれない。資産のない者は真の退隠をなしえないからである」と言った[6]。

## 著作
- 『詩史顰』
- 『読書指南』